# Xarm el-Xeikh
Xarm el-Xeikh (àrab: شرم الشيخ, Xarm ax-Xayẖ, lit. ‘Badia del Xeic’) és una ciutat i un important port comercial i turístic situats a l'extrem sud de la península del Sinaí, a la Governació del Sinaí del Sud d'Egipte, a la franja costanera al llarg del mar Roig amb una població aproximada de 35.000 habitants (2008).
Des de 1985, la ciutat és un popular destí de vacances (especialment per als submarinistes afeccionats que hi troben una infraestructura agradable i un mar d'aigues transparents).
La ubicació de la ciutat fa que sigui una posició estratègica en l'encreuament del mar Roig i el golf d'Aqaba, disputada durant el conflicte entre Israel i Egipte.